# Ethias Trophy 2013
L'Ethias Trophy 2013 è stato un torneo di tennis facente parte della categoria ATP Challenger Tour nell'ambito dell'ATP Challenger Tour 2013. È stata la 9ª edizione del torneo che si è giocata a Mons in Belgio dal 30 settembre al 6 ottobre 2013 su campi in cemento e aveva un montepremi di €106,500+H.

## Partecipanti singolare

### Teste di serie
| Nazionalità | Giocatore           | Ranking* | Testa di serie |
| ----------- | ------------------- | -------- | -------------- |
| Rep. Ceca   | Radek Štěpánek      | 51       | 1              |
| Francia     | Kenny de Schepper   | 67       | 2              |
| Paesi Bassi | Igor Sijsling       | 75       | 3              |
| Germania    | Tobias Kamke        | 78       | 4              |
| Ucraina     | Serhij Stachovs'kyj | 93       | 5              |
| Argentina   | Leonardo Mayer      | 94       | 6              |
| Paesi Bassi | Jesse Huta Galung   | 96       | 7              |
| Kazakistan  | Michail Kukuškin    | 100      | 8              |

- Ranking al 23 settembre 2013.

### Altri partecipanti
Giocatori che hanno ricevuto una wild card:
- Ruben Bemelmans
- Steve Darcis
- Germain Gigounon
- Olivier Rochus

Giocatori che sono passati dalle qualificazioni:
- Matthias Bachinger
- Maxime Authom
- Lorenzo Giustino
- Norbert Gombos

Giocatori che hanno ricevuto un entry come special exempt:
- Pierre-Hugues Herbert
- Jaroslav Pospíšil

Giocatori che hanno ricevuto un entry come alternate:
- Illja Marčenko

Giocatori che hanno ricevuto un entry con un protected ranking:
- Andreas Beck

## Vincitori

### Singolare
Radek Štěpánek ha battuto in finale  Igor Sijsling con il punteggio di 6–3, 7–5

### Doppio
Jesse Huta Galung /  Igor Sijsling hanno battuto in finale  Eric Butorac /  Raven Klaasen con il punteggio di 4–6, 7–6(2), [10–7]